# Media Rights Capital
Media Rights Capital est une société indépendante américaine pour le cinéma et la télévision fondée par Mordecai Wiczyk et Asif Satchu en 2006.

## Distributions
- Indépendant : (2006–présent)
- Warner Bros. Pictures (2009-2012)
- Universal Pictures (2009-présent)

## Filmographie

### Séries télévisées
Actuelles
- House of Cards (2013–2018) pour Netflix
- Blunt Talk (2015–2016) pour Starz
- Ozark (2017–2022) pour Netflix
- Counterpart (2017–2019) pour Starz

Anciennes diffusions
- The Ricky Gervais Show (2010–2012) pour HBO
- Le Monde selon Tim (2008–2012) pour HBO
- Shaq Vs. (2009–2010) pour ABC
- Rita Rocks (2008–2009) pour Lifetime
- Kröd Mändoon and the Flaming Sword of Fire (2009) pour Comedy Central
- Surviving Suburbia (2009) pour ABC
- The Goode Family (2009) pour ABC
- Easy Money (2008) pour The CW
- Valentine (2008) pour The CW
- In Harm's Way (2008) pour The CW

### Cinéma
- 2006 : Babel d'Alejandro González Iñárritu, distribué par Paramount Vantage
- 2008 : Manipulation (Deception) de Marcel Langenegger, par 20th Century Fox
- 2009 : Brüno de Larry Charles, par Universal Pictures
- 2009 : Shorts de Robert Rodriguez, par Warner Bros. Pictures
- 2009 : Mytho-Man (The Invention of Lying) de Ricky Gervais et Matthew Robinson, par Warner Bros. Pictures
- 2009 : The Box de Richard Kelly, par Warner Bros. Pictures
- 2010 : Devil de Drew Dowdle et John Erick Dowdle, par Universal Pictures
- 2011 : L'Agence (The Adjustment Bureau) de George Nolfi, par Universal Pictures
- 2011 : 30 minutes maximum (30 Minutes or Less) de Ruben Fleischer, par Columbia Pictures
- 2012 : Ted de Seth MacFarlane, Universal Pictures
- 2013 : Elysium de Neill Blomkamp, Sony Pictures
- 2013 : Riddick (The Chronicles of Riddick Dead Man Stalking) de David Twohy
- 2014 : Albert à l'ouest (A Million Ways to Die in the West) de Seth MacFarlane
- 2017 : Baby Driver d'Edgar Wright
- 2018 : Mortal Engines de Christian Rivers
- 2019 : À couteaux tirés (Knives Out) de Rian Johnson
- 2020 : The Lovebirds de Michael Showalter par Paramount Pictures
- 2022 : Jerry and Marge Go Large de David Frankel
- 2022 : Monster High : le film (Monster High: The Movie) de Todd Holland par Paramount Pictures et Paramount Players
- 2022 : Fantasy Football (en) de Anton Cropper par Paramount Pictures et Paramount Players
- 2022 : The Blackening de Tim Story
- 2023 : American Fiction de Cord Jefferson
- 2025 : G20 de Patricia Riggen